# Mycale pulvinus
Mycale pulvinus är en svampdjursart som beskrevs av Samaai och Gibbons 2005. Mycale pulvinus ingår i släktet Mycale och familjen Mycalidae. Inga underarter finns listade i Catalogue of Life.